# どよう楽市
『どよう楽市』（どようらくいち）は、NHKラジオ第1放送で2007年4月7日から2011年3月19日までの毎週土曜日（高校野球期間と夏休み除く）の午前中に放送された、聴取者参加型の情報ワイド番組。

## 概要
番組のターゲットとする聴取者層は、いわゆる団塊の世代といわれる1940 - 1950年代生まれの人が中心。定年を迎えて新しい人生のステージを迎える人々のライフスタイルを提案するため、各地で取り組む市民や各界の著名人へインタビューや、同世代を中心に楽しめる週末情報の紹介を行ったほか、リスナーからもシニア世代に役立つ情報をホームページなどを通して募集するなどしていた。

## 放送時間
- 毎週土曜日 8:35 - 10:55（夏休み期間は「夏休み子ども科学電話相談」と「全国高等学校野球選手権大会ラジオ中継」のため休止されていたが、2010年8月28日放送分は11:50まで延長で当番組の「夏休みスペシャル」を放送。このため2010年の電話相談は前日・8月27日が最終日となった）
- NHKワールド・ラジオ日本でも同時放送されたが、短波では8時台のみ。衛星ラジオでは全ての時間帯で聴取できた。

- 2011年3月19日で終了。後番組は8時台には「ラジオ文芸館」（22時台からの時間帯移動で8:05 - 8:45）、9時台と10時台には新設番組として「カケダセ!」（月末最終週のみ「みんなで科学ラボラジオ」　それぞれ原則9:05ごろ - 10:55）がそれぞれ放送される形となった（「カケダセ!」の出演はNHKアナウンサーの山田敦子（月末最終週の「みんなで科学ラボラジオ」も担当）とAKB48から生まれた番組限定ユニット「カケダセ!シスターズ」<大場美奈と仲俣汐里>、ROLLYの4人）。

## 出演者

### パーソナリティー
- 宮本愛子（NHKアナウンサー）2010年4月から
- 残間里江子（プロデューサー）

### リポーター
- 飛岡宏年（俳優）

### 過去の出演者
- 上田早苗アナウンサー（～2008年3月　大阪局復帰のため降板）
- 大沼ひろみアナウンサー（2008年4月～2010年3月）

- 三遊亭王楽リポーター（～2008年3月）
- 江戸むらさき（磯山良司・野村浩二）（～2010年3月）

## コーナー
- 今、ここにいます（リスナーが放送中に居る場所からの写真メールを紹介）
- 我が家のニュース（9時台冒頭に放送）
- 楽市カフェ（ゲストコーナー、9時台）
- イチオシ中継（10時台前半、8時35分の放送開始直後に予告が入る）
  - 中継は、飛岡、磯山、野村の3人が週交替で担当するが、時折、江戸むらさきがコンビで登場することもある。
- ここが気になる（10時半過ぎ）
- 思い出ジュークボックス

### 過去のコーナー
- 列島リレーニュース（「土曜あさいちばん」の時間帯(8時台前半)に移動）